# Emmanuel Armand de Vignerot du Plessis
Emmanuel Armand de Vignerot du Plessis, conte d'Argenois e duca d'Aiguillon (Troyes, 31 luglio 1720 – Parigi, 1º settembre 1788) è stato un politico, militare e nobile francese.
Dopo la carriera militare, divenne governatore di Bretagna, dal 1771 Ministro degli esteri e per quattro mesi, nel 1774 Ministro della difesa di sua Maestà Luigi XV.

## Biografia

### I primi anni e il complotto Richelieu
Figlio di Armand-Louis de Vignerot du Plessis, duca d'Aiguillon (1683–1750) e di Marie-Charlotte de La Porte, era pertanto nipote di Ortensia Mancini. Entrò nell'esercito all'età di diciassette anni, ed all'età di diciannove venne creato colonnello del Régiment de Brie, carica che mantenne sino al 1748. Il suo matrimonio nel 1740 con Louise Félicité de Brehan, figlia del conte di Plélo, lo introdusse ancor meglio a corte.
Alla morte dell'amante di Luigi XV, Madame de Vintimille, nel 1741, uno dei migliori amici del sovrano (nonché zio di Emmanuel), il manipolatore duca di Richelieu, iniziò a tramare per cercare un'"amica" per i desideri dell'amico sovrano, pur non volendo puntare sulla sorella maggiore della defunta madame de Vintimille, Madame de Mailly. Decise infine per la sorella minore, Marie Anne, già vedova del marchese de La Tournelle.
Al ballo in maschera tenutosi per la Pasqua del 1742, il duca di Richelieu presentò ufficialmente Marie Anne al re, ma la giovane e bella marchesa in un primo momento rifiutò le avances del sovrano dal momento che aveva già un amante, il giovane duca Emmanuel, e non era intenzionata a rinunciarvi. Pertanto, il re cospirò con Richelieu (che era lo zio del giovane duca) e pertanto il giovane rivale venne inviato a combattere gli austriaci in Italia per volere del re durante la guerra di successione austriaca. Il giovane duca venne ferito pesantemente durante l'assedio di Château-Dauphin (1744). Il duca riuscì ad ogni modo a ritornare a corte, coperto di gloria.
Il re apparve disperato dall'apprendere della notizia del ritorno del rivale, ma il duca di Richelieu, uomo pieno di risorse, pensò di inviare il nipote in Linguadoca dove aveva dato istruzioni ad una giovane e bella dama di sedurlo. I due si scambiarono lettere appassionate e ovviamente la dama inviò tutta la corrispondenza al Richelieu che la fece pervenire man mano a madame La Tournelle; questa, furiosa, si dedicò completamente alle attenzioni del re.
Il duca venne successivamente fatto prigioniero nel 1746 e creato maresciallo di campo nel 1748. Fu membro del cosiddetto parti devot, la fazione opposta a Madame de Pompadour, ai gianseniti ed al parlamento.

### Governatore in Bretagna

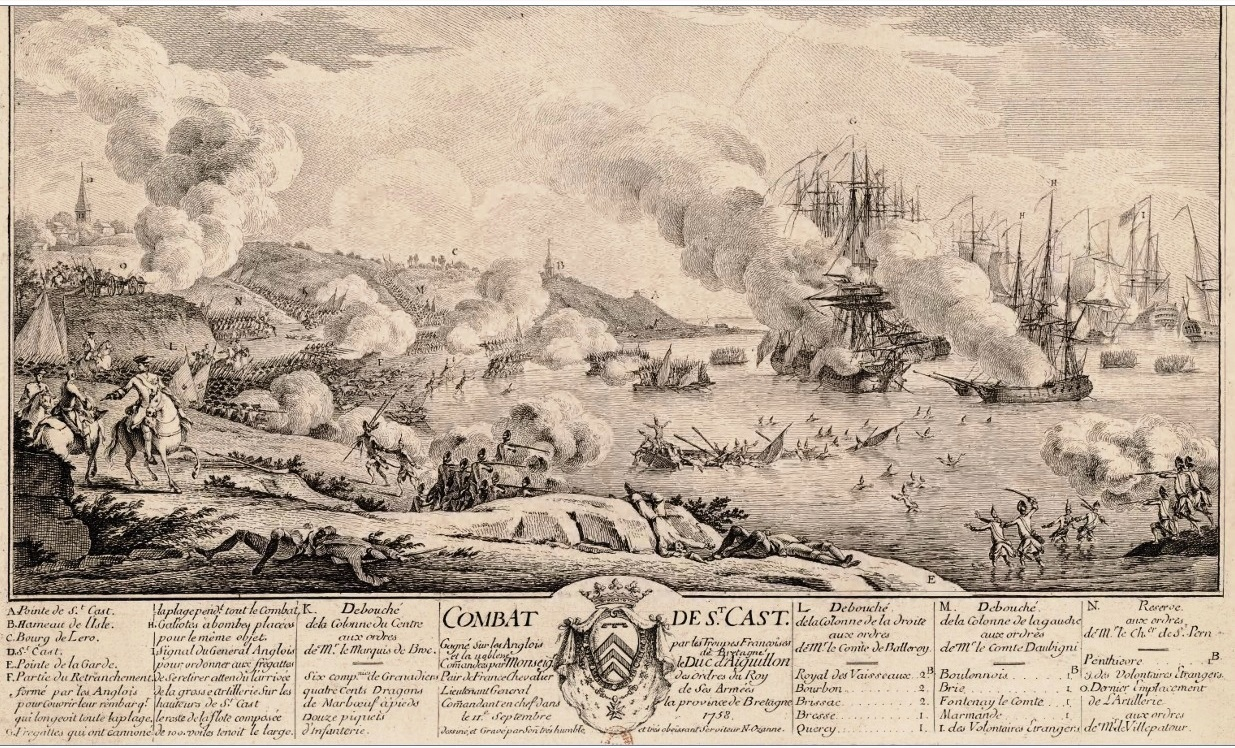
La battaglia di Saint-Cast del 1758

Alla morte di suo padre nel 1750, divenne di diritto duca d'Aiguillon. Nel 1753, venne nominato governatore della Bretagna e ben presto si rese impopolare nella provincia, entrando in conflitto con gli stati provinciali sulla questione delle imposte reali (1758).
Dal 1758 dovette anche affrontare gli inglesi che tentarono uno sbarco e difese vittoriosamente Saint-Malo nel giugno di quell'anno, anche se fu accusato di essere lento nel preparare le truppe davanti per le operazioni. Riuscì a sconfiggere gli inglesi al loro sbarco nella battaglia di Saint-Cast.

### Il piano per l'invasione della Gran Bretagna
Nel 1759, il duca d'Aiguillon ottenne richiesta da parte del ministro degli esteri francese Choiseul di prendere parte all'invasione pianificata su vasta scala della Gran Bretagna. Con le sue forze avrebbe dovuto sbarcare in Scozia dove avrebbe ricevuto il supporto dei giacobiti e si sarebbe quindi diretto verso sud, intrappolando i difensori inglesi tra le sue forze che avanzavano e un'altra armata francese a sud. Il piano venne abbandonato a seguito della sconfitta francese nella battaglia della baia di Quiberon.
Il duca d'Aiguillon venne infine alienato dal parlamento di Bretagna per aver violato i privilegi della provincia (1762). Nel giugno del 1764, il re, su richiesta del d'Aiguillon, emise un decreto col quale proibiva la creazione di nuove tasse senza il consenso degli stati generali, e si rifiutò di ricevere le rimostranze del parlamento contro l'operato del duca.
L'11 novembre 1765, La Chalotais, il procureur del parlamento, venne arrestato, e forse ciò avvenne proprio su istigazione del d'Aiguillon. Il conflitto tra d'Aiguillon e i bretoni perdurò per altri due anni. Istituì un tribunale con giudici più o meno competenti che vennero ridicolizzati da anonimi scrittori di pamphlets. Nel 1768, il duca venne costretto a chiudere questo tribunale e a fare ritorno a corte, dove alla fine, sempre tra intrighi, ottenne le dimissioni del ministro Choiseul che gli era stato ostile (24 dicembre 1770).
Nel frattempo, nel marzo 1770, d'Aiguillon fu oggetto di un'inchiesta giudiziaria aperta nei suoi confronti dal Parlamento della Bretagna e, il 2 luglio 1770, il Parlamento di Parigi emise un giudizio di indegnità nei suoi confronti. Il re dovette intervenire per sospendere il procedimento e annullare la sentenza.

### Ministro degli esteri
Quando Luigi XV, su consiglio di Madame du Barry, riorganizzò il governo francese con l'idea di reprimere la resistenza dei parlamentari, il duca d'Aiguillon venne creato Segretario di stato per gli affari esteri, con Maupeou e l'abate Terray (1715–1778) che pure ottennero dei ministeri. Il nuovo ministero apparve da subito impopolare e venne definito il "Triumvirato Maupeou". Tutti i fallimenti del governo vennero attribuiti all'incompetenza di questi tre ministri. D'Aiguillon venne accusato di aver provocato il colpo di stato di Gustavo III di Svezia nel 1772, anche se le istruzioni date al conte Charles Gravier de Vergennes, ambasciatore francese in Svezia, vennero scritte da un altro ministro, il duca de la Vrillère.
D'Aiguillon, ad ogni modo, non poté far nulla per riabilitare la diplomazia francese; prese parte solo simbolicamente ai concordati per la prima spartizione della Polonia, rinnovò il Pacte de Famille e, pur sostenendo i gesuiti, si espresse a favore della loro soppressione. Dopo la morte di Luigi XV, entrò in conflitto con Maupeou e con la giovane regina Maria Antonietta, che ne chiese le dimissioni da ministro nel 1774.

### Gli ultimi anni
Si ritirò a vita privata e morì quasi dimenticato da tutti nel 1788. L'annuncio della sua morte venne dato con un necrologio sugli Annonces Affiches Avis Bibliothèque nationale Arsenal 8 H 26195 n° 64 septembre-décembre 1788: 
Suo figlio Armand-Désiré de Vignerot du Plessis-Richelieu, gli succedette come duca d'Aiguillon.